# Gemini XII
Gemini XII foi a décima e última missão do Projeto Gemini, o segundo programa espacial tripulado da NASA. Ocorreu entre 11 e 15 de novembro de 1966, e além de uma acoplagem com o Veículo Alvo Agena em órbita, o astronauta Buzz Aldrin realizou a mais longa e bem sucedida caminhada espacial do programa.

## Tripulação

### Principal
| Posição           | Astronauta                 |
| ----------------- | -------------------------- |
| Piloto Comandante | James A. Lovell Jr.        |
| Piloto            | Edwin E. "Buzz" Aldrin Jr. |

### Reserva
| Posição           | Astronauta           |
| ----------------- | -------------------- |
| Piloto Comandante | L. Gordon Cooper Jr. |
| Piloto            | Eugene A. Cernan     |

## Missão

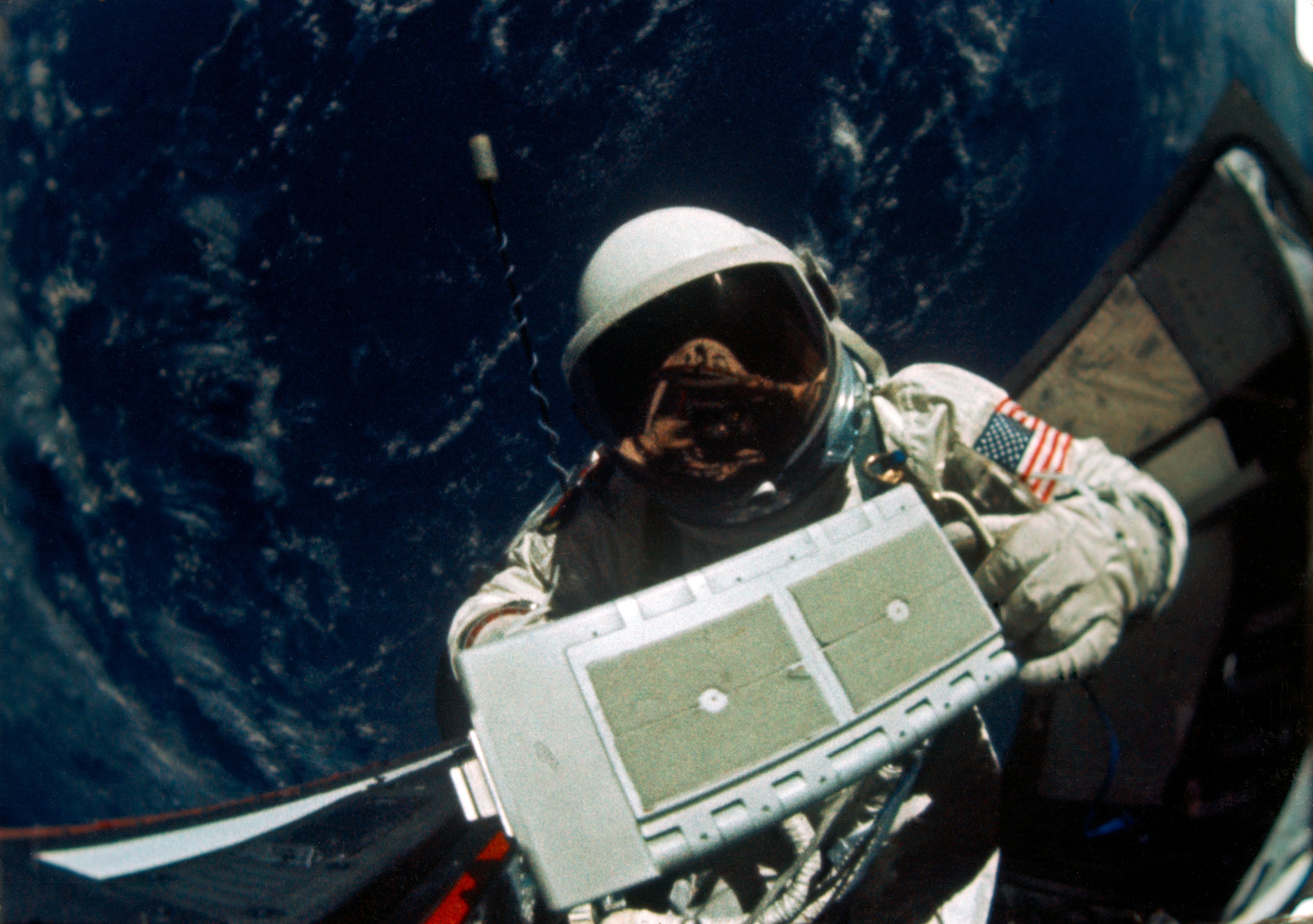
Aldrin no espaço durante a missão.

Após o encerramento da missão anterior, a Gemini XI, o programa ainda não tinha demonstrado que um astronauta poderia realizar Atividades extra-veiculares com facilidade e trabalhar com tranquilidade e eficiência fora da nave na falta de gravidade. Durante os preparativos para o voo da Gemini XII, novos locais de apoio foram instalados fora da cápsula e um nova técnica de treinamento para simulação de trabalho no espaço, feito sob a água, foi introduzida para as tripulações, tornando-se a partir daí a principal para os futuros voos do programa espacial norte-americano.
Aldrin passou mais de cinco horas fora da nave, em duas etapas diferentes. Na primeira saída, em que ele esteve fora da nave preso a um longo cabo, durou 2 h 29 min, e nela Aldrin fotografou as estrelas e recolheu um detector de micro meteoritos instalado fora da cápsula, demonstrando a praticabilidade de se trabalhar no espaço. Além disso, a acoplagem com o foguete Agena, agora já uma rotina das missões Gemini, foi feita manualmente sem percalços, e através de controles de computador quando o radar da Gemini teve problemas de funcionamento.
A nave foi concebida para acoplar e desacoplar com o Agena, para permitir e realizar AEVs, fazer manobras de mudanças de órbita usando o motor de propulsão do Agena e demonstrar a exatidão da reentrada na atmosfera terrestre comandada por computadores. Vários experimentos científicos também foram realizados durante a missão, entre eles diversos tipos de fotografias e a coleta de micro meteoritos.
Aldrin, segundo diversos documentários posteriores da NASA, foi um dos principais responsáveis por criar e introduzir no programa as novas técnicas de treinamento para caminhadas espaciais, incluindo o treinamento subaquático. James Lovell, o comandante da Gemini XII, também comandaria a quase-fatídica missão Apollo 13, três anos e meio depois, em abril de 1970.

## Insígnia
A insígnia da missão foi desenhada usando como fundo as cores laranja e preto, devido à proximidade com o Dia das Bruxas. Com esta sendo a última missão do programa Gemini, que seria substituído em seguida pelo programa Apollo, o então objetivo final do programa espacial – a Lua – foi representado pelo crescente do lado esquerdo do brasão.